# Firmiana (gènere)
Firmiana és un gènere de plantes amb flor de la família de les malvàcies, antigament inclòs a la de les esterculiàcies; El gènere rep el seu nom en honor de Karl Joseph von Firmian. El Catalogue of Life hi inclou 16 espècies:
- Firmiana calcarea
- Firmiana colorata
- Firmiana danxiaensis
- Firmiana diversifolia
- Firmiana fulgens
- Firmiana hainanensis
- Firmiana kerrii
- Firmiana kwangsiensis
- Firmiana major
- Firmiana malayana
- Firmiana minahassae
- Firmiana papuana
- Firmiana philippinensis
- Firmiana pulcherrima
- Firmiana simplex[4]
- Firmiana sumbawaensis

## Galeria

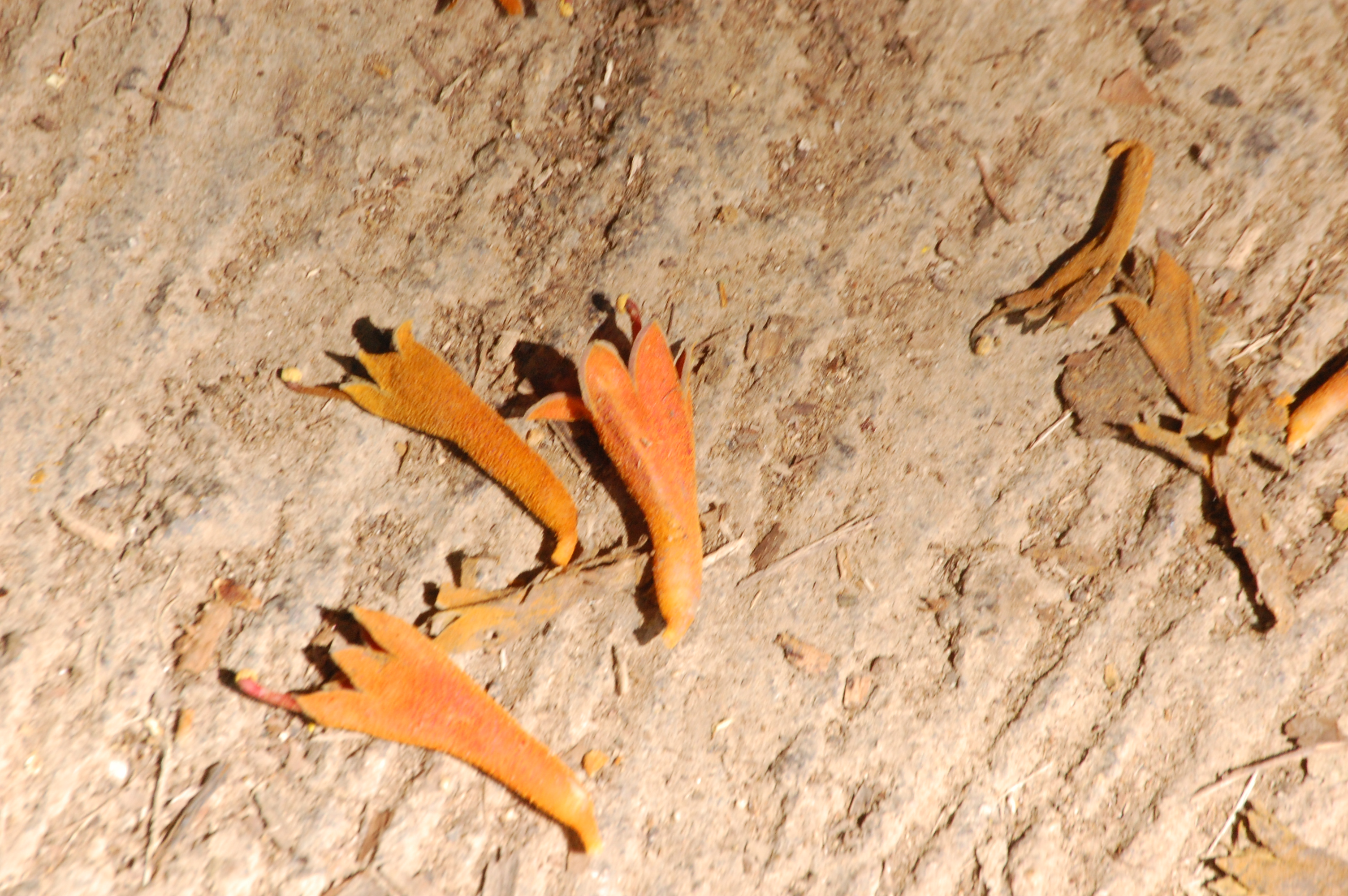
Firmiana malayana
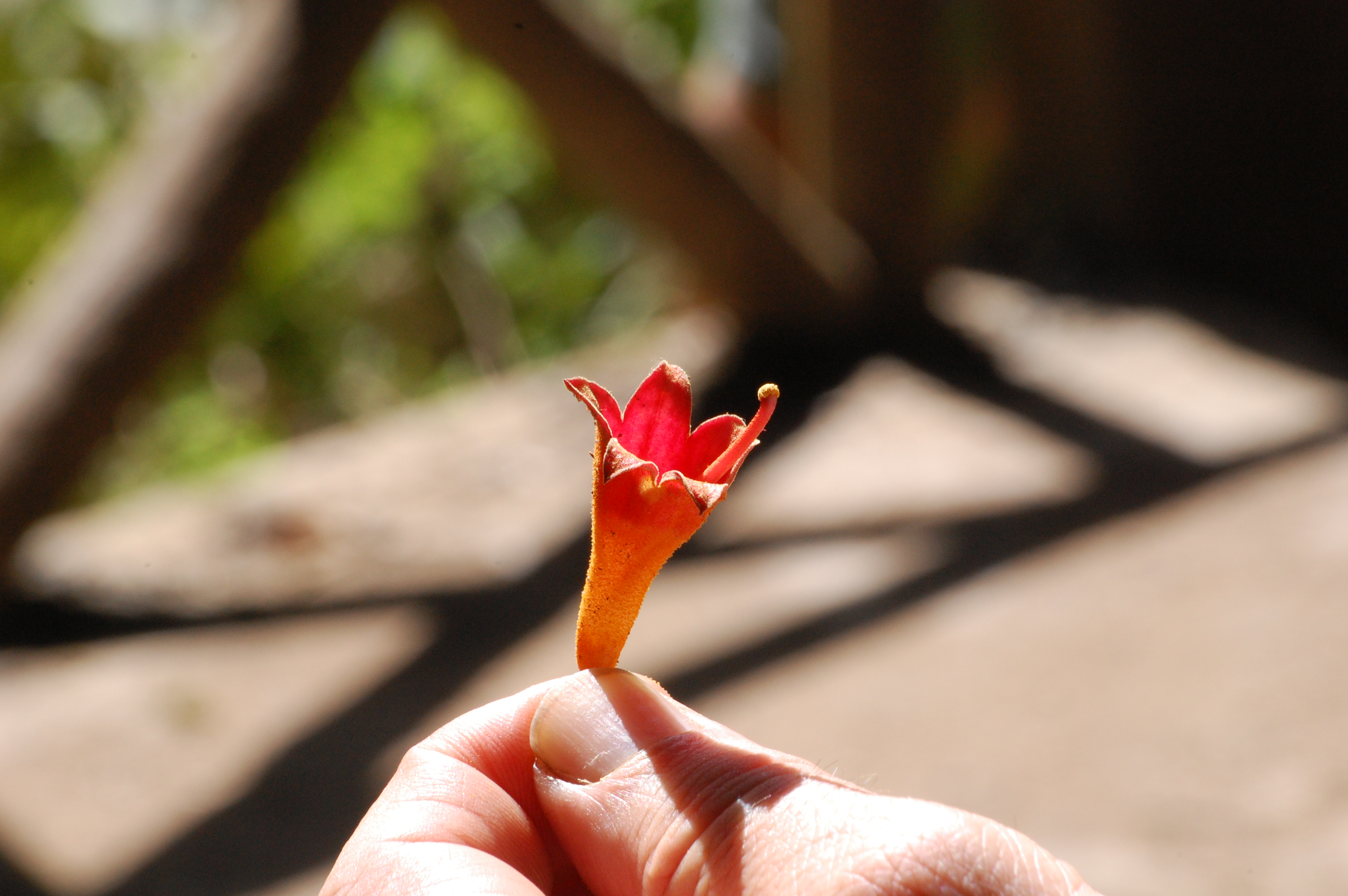
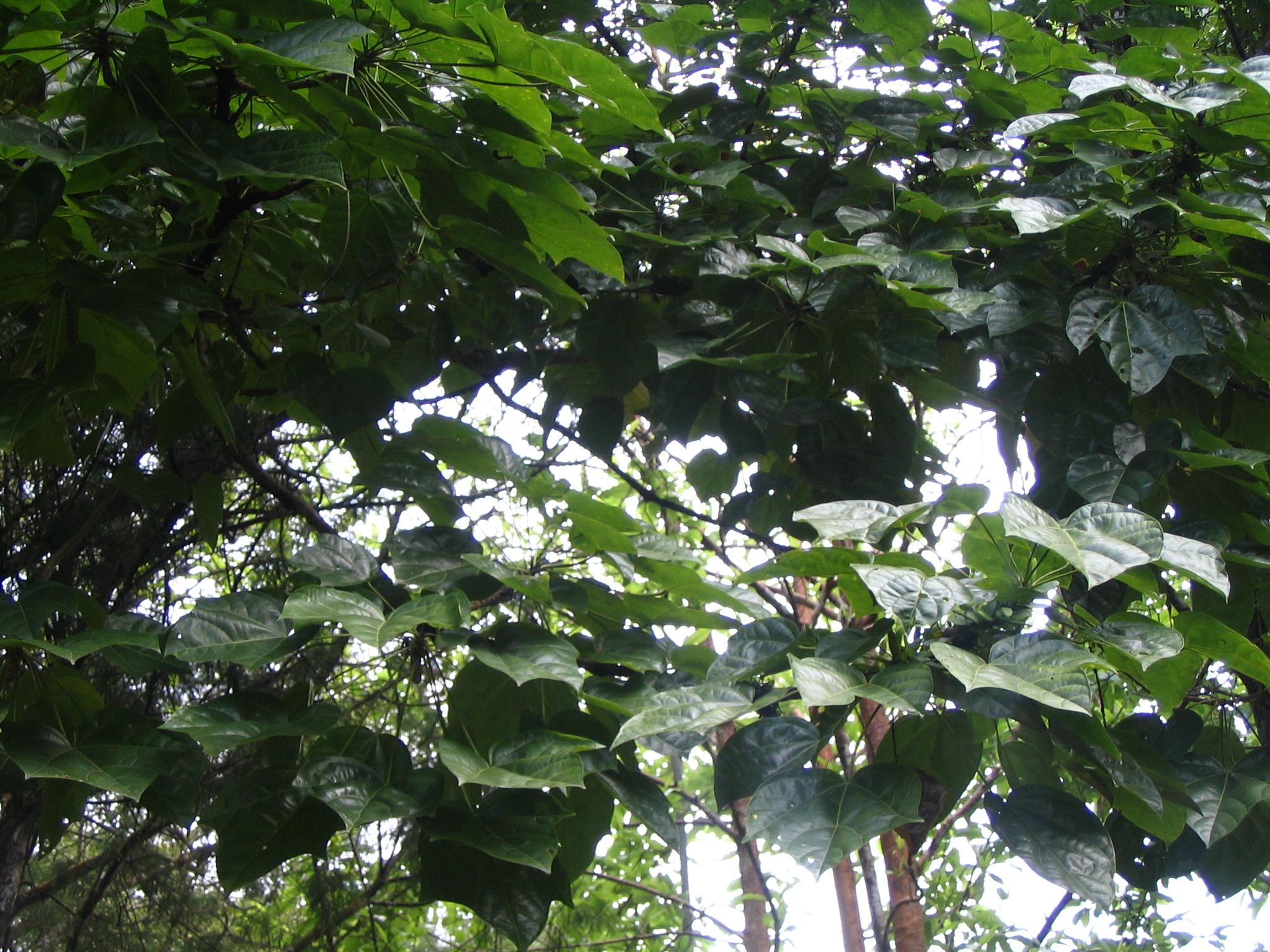
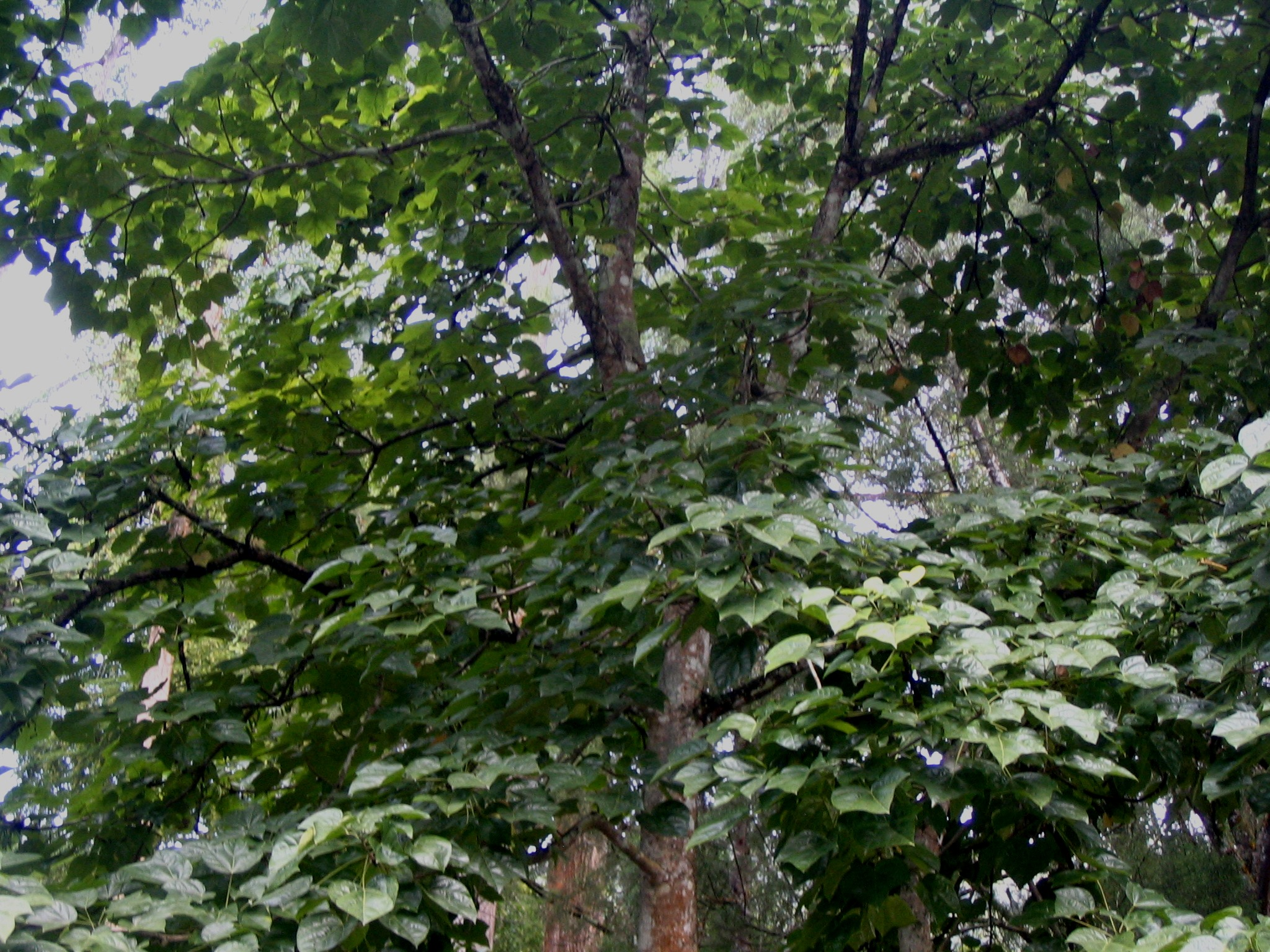
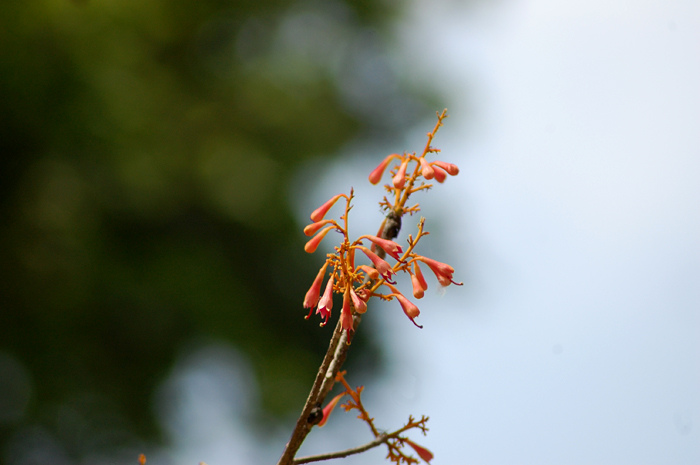
Firmiana colorata
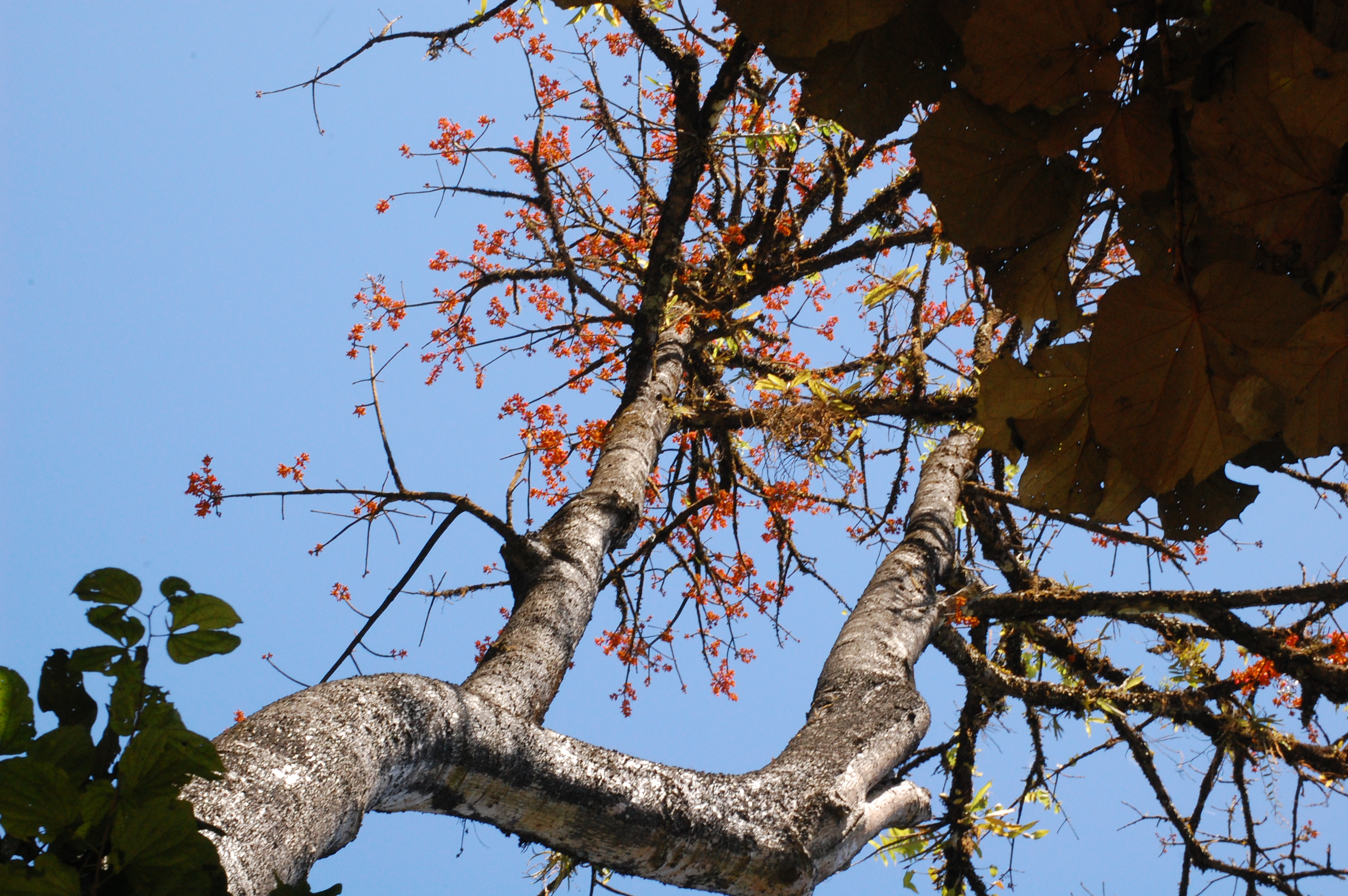